# Eparchie rossošská
Eparchie Rossoš je eparchie ruské pravoslavné církve nacházející se v Rusku.

## Území a titul biskupa
Zahrnuje správní hranice území Bogučarského, Verchněmamonského, Borobjovského, Kalačejevského, Kamenského, Kantěmirovského, Olchovatského, Ostrogožského, Pavlovského, Petropavlovského, Podgorenského, Repjovského a Rossošského rajónu Voroněžské oblasti.
Eparchiálnímu biskupovi náleží titul biskup rossošský a ostrogožský.

## Historie
V květnu 1928 byl zřízen rossošský vikariát voroněžské eparchie jako náhrada za bogučarský vikariát. Vikariát zahrnoval Centrální Černozemskou oblast a Rossošský okruh.
Dne 26. prosince 2013 byla rozhodnutím Svatého synodu zřízena samostatná rossošská eparchie oddělením od voroněžské eparchie. Stala se součástí nově vzniklé voroněžské metropole.
Prvním eparchiálním biskupem se stal biskup ostrogožský a vikář voroněžské eparchie Andrej (Tarasov).

## Seznam biskupů

### Rossošský vikariát
- 1928–1930 Pamfil (Ljaskovskij)

### Rossošská eparchie
- 2013–2020 Andrej (Tarasov)
- 2020–2022 Sergij (Fomin), dočasný administrátor
- od 2022 Dionisij (Šumilin)